# Choi Dong-hui
Choi Dong-hui (* 15. Oktober 1998) ist ein südkoreanischer Zehnkämpfer.

## Sportliche Laufbahn
Erste internationale Erfahrungen sammelte Choi Dong-hui bei den Asienspielen 2018 in der indonesischen Hauptstadt Jakarta, bei denen er mit 7345 Punkten den sechsten Platz belegte.
2018 und 2020 wurde Choi südkoreanischer Meister im Zehnkampf.